# Jason Lively
Jason Lively (12 maart 1968) is een Amerikaans acteur.
Hij maakte in 1983 als tiener zijn filmdebuut in Brainstorm en speelde onder meer Rusty in National Lampoon's European Vacation. Ook speelde hij in Night of the Creeps en Hollywood-Monster aka Ghost Chase. Later werd hij actief als producent en filmregisseur.
Jason is de broer van Robyn Lively, Lori Lively, Eric Lively en Blake Lively.

## Filmografie

### Film
- 1983: Brainstorm - Chris Brace
- 1985: National Lampoon's European Vacation - Russell 'Rusty' Griswold
- 1986: Night of the Creeps - Christopher Romero
- 1987: Hollywood-Monster - Warren McCloud
- 1990: Monday Morning - Chip Brooks
- 1991: Rock 'n' Roll High School Forever - Donovan
- 1992: Maximum Force - Rick Carver
- 2017: Hickok - Ike
- 2017:  The Possessed - Brian

### Televisie
- 1979-1983: The Dukes of Hazzard - Rod Moffet / Rudy
- 1982: ABC Afterschool Specials - Johnny Rollins
- 1987: 21 Jump Street - Davey Miller
- 1989-1990: Mancuso, FBI - Justin Summers
- 1992: Gunsmoke: To the Last Man - Rusty Dover (tv-film)

- Bibliothèque nationale de France: cb14199853q (data)
- Gemeinsame Normdatei: 1061464806
- International Standard Name Identifier: 0000 0001 1499 6863
- Library of Congress Control Number: no2005072486
- Virtual International Authority File: 162841609
- WorldCat: E39PBJqbkYtVyQKKM7k6mWgFrq